# Orlando Beltran Quevedo
Orlando Beltran Quevedo (nascut l'11 de març de 1939) és un arquebisbe catòlic filipí. El 12 de gener de 2014 el Papa Francesc el nomenà com un dels nous cardenals que crearia en el consistori del 22 de febrer de 2014. Actualment és l'arquebisbe de Cotabato.

## Biografia
Orlando Beltran Quevedo va néixer l'11 de març de 1939 a Laoag, Ilocos Norte. A inicis de 1945 assistí a l'escola Laoag Shamrock, acabant els darrers graus a la Marbel, South Cotabato, graduant-se el 1950. Assistí a la Universitat de Notre Dame de Marbel entre 1950 i 1954.
Quevedo estudià entre 1954 i 1956 al Seminari San José, però passà el seu noviciat al Noviciat de Sant Pere a Mission, Texas. Aconseguí el seu graduat en Filosofia al Seminari San José el 1964, graduant-se en educació religiosa al Oblate College de la Universitat Catòlica d'Amèrica de Washington DC. Va ser ordenat prevere dels Missioners Oblats de Maria Immaculada el 5 de juny de 1964.
El 1964 va ser assignat vicari a la catedral de Cotabato; i al juliol de 1983 va ser nomenat prelat de Kidapawan.

### Bisbe
Quevedo va ser nomenat bisbe-prelat de Kidapawan pel Papa Joan Pau II el 28 d'octubre de 1980. Quan la prelatura va ser elevada a diòcesi, assumí el títol de Bisbe de Kidapawan.
El 22 de març de 1986 va ser nomenat Arquebisbe de Nueva Segovia, a Ilocos Sur. El 1994 Quevedo va ser el més votat per l'elecció pel Consell General del Secretariat del Sínode de Bisbes a Roma.
El 30 de maig de 1998 va ser nomenat arquebisbe de Cotabato a Mindanao.

### Cardenal
El 12 de gener de 2014 el Papa Francesc nomenà Quevedo com un dels 19 homes que ingressarien al Col·legi de Cardenals al consistori del 22 de febrer de 2014, amb el títol de Cardenal prevere de Santa Maria "Regina Mundi" a Torre Spaccata. És el primer cardenal originari de Mindanao i el segon cardenal elector filipí, conjuntament amb Luis Antonio Tagle.
Quevedo és l'antic secretari general de la Federació de Conferències Episcopals Asiàtiques i ex-president de la Conferència Episcopal Filipina.